# Trifolium hybridum
Trifolium hybridum L., más conocido como alsike, es una especie perteneciente al género Trifolium, de la familia de las Fabáceas. Puede llegar a medir hasta 50 cm (20 pulgadas).

## Identificación
Puede reconocerse por las siguientes características:
- Su tallo es semierecto o erecto, sin raíces adventicias.
- Las hojas se distribuyen a lo largo de todo el tallo. Son trifoliadas y presentan los márgenes dentados.
- La inflorescencia es axilar y posee el mismo tamaño y forma que la del trébol blanco.
- Las flores se presentan en capítulos con corola persistente y membranosa tras la floración, con cáliz y dientes del cáliz lampiños.
- Tienen un color característico que va del blanco al rosa en la misma flor.[3]

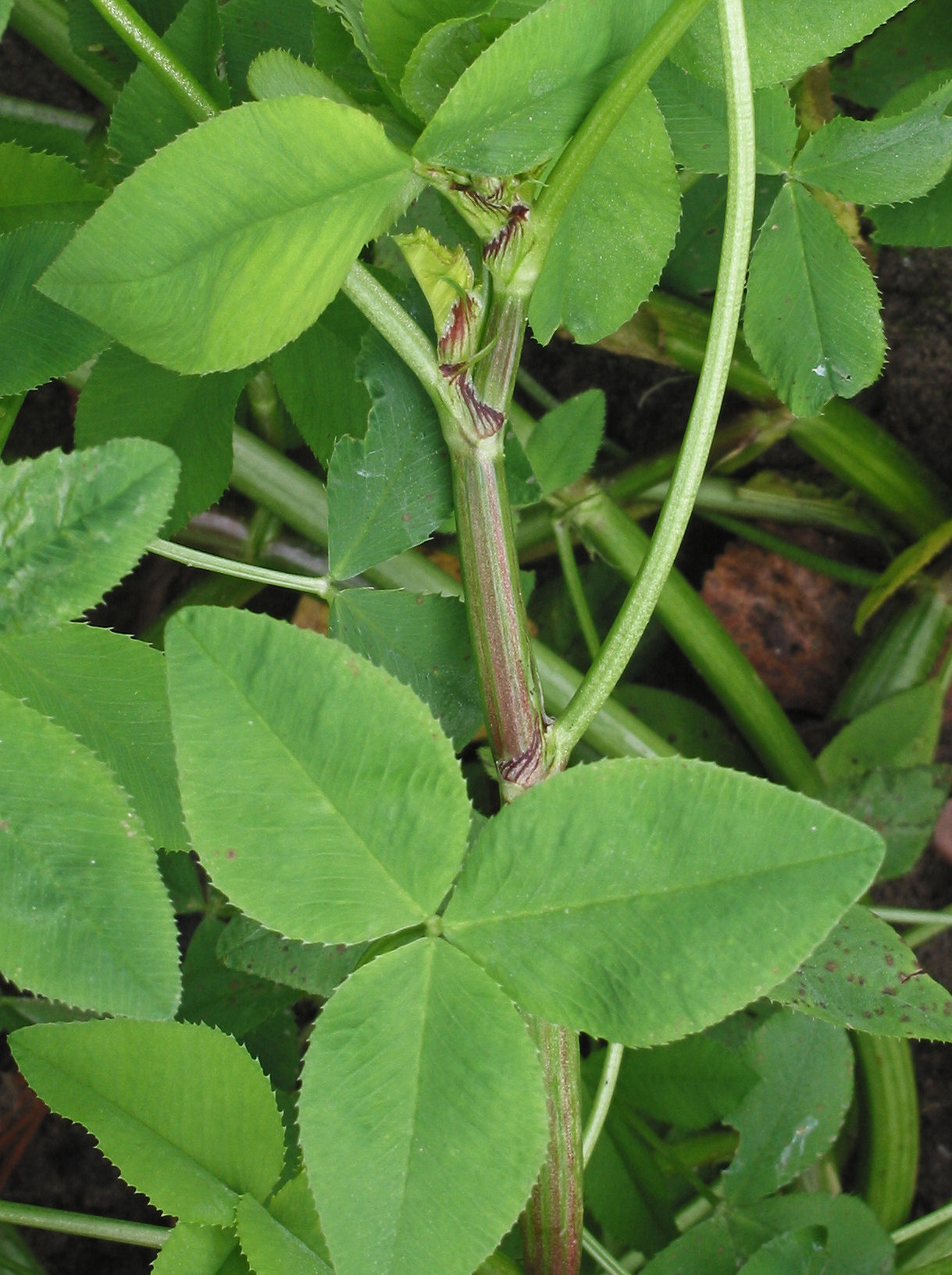
Hojas

## Distribución y adaptación
Es originario de la zona continental de Europa – desde el norte de Italia al norte de Suecia, (donde se le dio su nombre)- y del centro de Francia a Rusia meridional y central.
Podemos encontrarlo también en el suroeste de Asia y en zonas del norte de África
Se ha introducido y naturalizado en todas las regiones templadas de ambos hemisferios.
Debido a su adaptación a suelos más fríos y húmedos que los exigidos para otras especies del mismo género (Trébol blanco, T. breersim, T fragiferum) su cultivo se da especialmente en las zonas frías y subárticas del hemisferio Norte. 
Crece naturalmente a lo largo de los caminos y arroyos, campos abandonados, en los prados húmedos y en laderas de las montañas.
En España no tiene utilidad comercial. De hecho, no existen referencias que lo indiquen.
Podría ser interesante en zonas de alta montaña con gran humedad.
La dosis de siembra oscila de 7 a 10 kg/ha como cultivo puro, y de 2 a 5 kg/ha cuando se hacen mezclas, bien acompañando a otros tréboles o a gramíneas de pradera.

## Biología y fenología

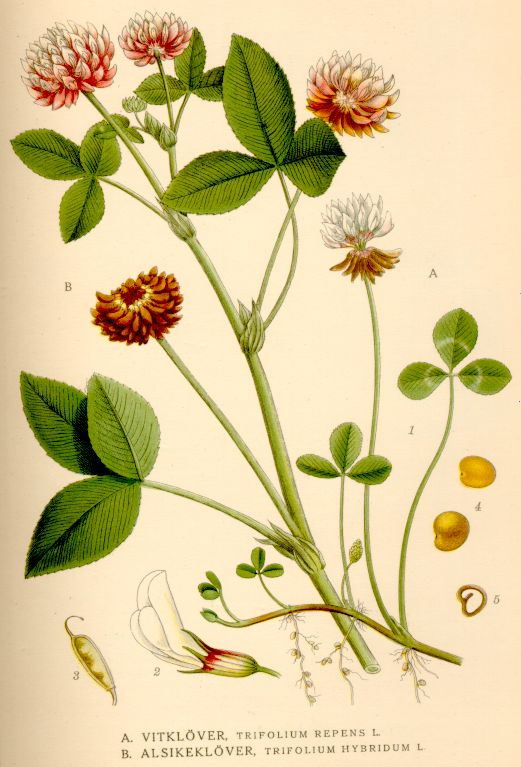
Ilustración

Es una especie perenne de 3-4 años de duración, de hábito de crecimiento similar al trébol violeta. 
Su siembra se realiza en primavera o finales de verano. El vigor de las plántulas es pobre al principio. Es vigorosa en monocultivo o en mezclas con gramíneas , pero relativamente pobres como componente menor en mezclas de semillas, excepto en el año de la primera cosecha. El crecimiento se ve limitado por las bajas temperaturas a finales de otoño.
Es en septiembre y octubre cuando se le da el corte, en flor, para heno. La reproducción del trébol híbrido es por semillas, las cuales son muy abundantes. Sin embargo, no tiene potencial para dispersarse a larga distancia. Las semillas germinan por abrasión de la cubierta generalmente. Puede germinar en zonas con vegetación. 
Al igual que otras especies de la familia de las leguminosas, el Trifolium hybridum L. hace simbiosis con las bacterias del género Rhizobium, principalmente las cepas de Rhizhobium leguminosarium bv. trifolii; las cuales son capaces de fijar nitrógeno del aire, en los nódulos que forman las raíces.
Es fertilizada por insectos, fundamentalmente por la abeja de la miel común, que accede a su néctar fácilmente.
Es necesaria la fertilización cruzada.
Presenta una gran capacidad para competir con malezas.

## Requerimientos ambientales
En comparación con otras especies del mismo género, es más tolerante al frío y a las heladas.
Se adapta a suelos de textura franca y arcillosa con niveles de pH que van de 6 a 7.5. Aunque en general puede soportar bien suelos muy ácidos y también muy alcalinos. Crece bien en tierra con mal drenaje.
Aunque está adaptado a zonas con bajas tasas de fecundidad, su crecimiento responde de manera favorable a la mejora del pH y la fertilidad del suelo.
Sus principales limitaciones son la intolerancia a la sequía y a las altas temperaturas. Aunque en lugares secos con buen regadío es posible obtener buenos rendimientos. 
Asimismo, su tolerancia a la salinidad es baja y a la sombra es pobre lo cual hace que no sea posible su mezcla con especies herbáceas de alto crecimiento.

## Interés y aprovechamiento forrajero
Las partes comestibles de esta especie son las flores y las hojas. Proporciona un forraje suculento muy apreciado por el ganado, con un alto valor nutritivo. Se cultiva mezclado con trébol rojo y gramíneas como el Phleum pratense L.(Fleo) y Agrostis stolonifer L. Debido a su gran capacidad de propagación, también se puede cultivar solo pero no es frecuente.
Su aprovechamiento forrajero puede ser para heno o para pastos: 
- Uso de heno:

Esta especie presenta una respuesta de crecimiento favorable a la defoliación frecuente. Debido a su alto contenido de humedad, es difícil de secar en el campo. Produce buenos rendimientos en mezclas con gramíneas como Timoteo. Debido a su verticalidad, la cosecha es fácil. Generalmente, solo se le da un corte por temporada. 
- Uso de pastos:

Es importante en pastos permanentes debido a su carácter perenne. El pastoreo debe realizarse antes de que florezca la especie. El sistema rotacional es el mejor para la persistencia de las plantas y una mayor producción. 
A pesar de que la vida del trébol híbrido no es muy larga, su producción resulta muy satisfactoria en mezclas de pastos. Resulta complicado determinar la proporción que debe haber de trébol híbrido en una mezcla.

## Variedades
Destacan las variedades de origen canadiense y escandinavo como el cultivar comercial Canadian, las variedades suecas Svea y la variedad tetraploide Tetra, la cual es altamente productiva y persistente.

## Otros usos
- Uso comestible:

Se aprovechan las hojas y cabezas de las flores; tanto crudas como cocidas.
Se consigue una infusión deliciosa. Por lo general se mezcla con otros tés.
También pueden ser molidas para hacer una harina nutritiva.
- Uso medicinal:

Una infusión fría de la planta se ha utilizado para el lavado de los pechos de una madre que amamanta con el fin de aumentar el flujo de leche.

## Curiosidades
El Trifolium hybridum provoca una intoxicación en los animales de pastoreo que recibe el nombre común de Trifoliosis.
No es una intoxicación frecuente y generalmente no es muy grave. 
Produce irritación intestinal y quemaduras debido a que contiene un agente desconocido que causa fotosensibilización.
El trébol rojo (Trifolium pratense L.), el trigo sarraceno (Fagopyrum esculentum L.) y la alfalfa (Medicago sativa L.), a veces pueden causar una intoxicación similar.

## Taxonomía

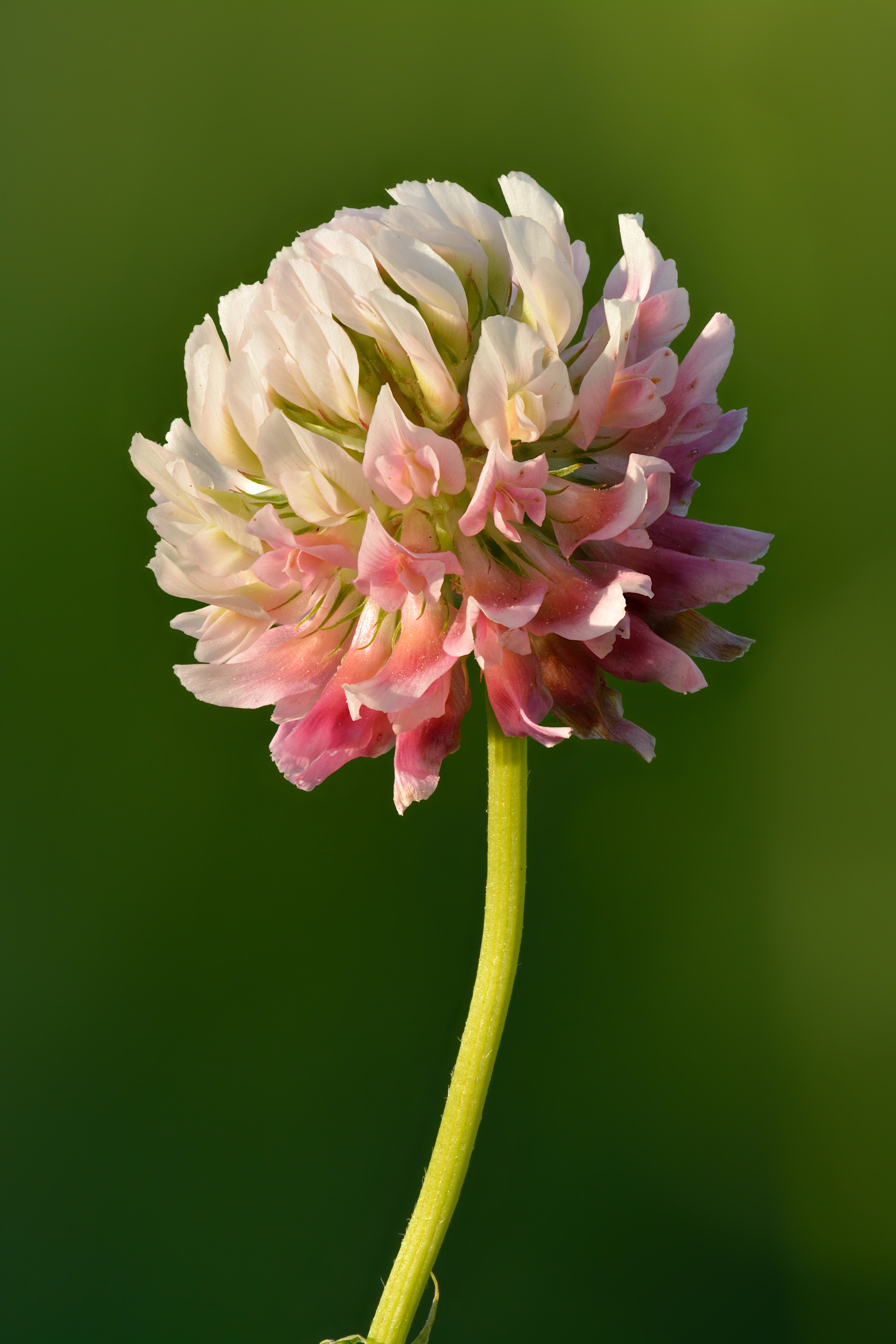
Detalle de la flor

Trifolium alpinum fue descrita por Carlos Linneo y publicado en Species Plantarum 2: 766–767. 1753.
Etimología
Trifolium: nombre genérico derivado del latín que significa "con tres hojas".
alpinum: epíteto latino que significa "agrupado"
Sinonimia
- Amoria hybrida (L.) C.Presl

subsp. anatolicum (Boiss.) Hossain
- Trifolium anatolicum Boiss.

subsp. elegans (Savi) Asch. & Graebn.
- Amoria elegans (Savi) C.Presl
- Trifolium elegans Savi

subsp. hybridum L.
- Trifolium fistulosum Gilib.
- Trifolium parvulum G. Beck ex Stapf[16]
- Trifolium bicolor Moench
- Trifolium caespitosum Eichw.
- Trifolium intermedium Lapeyr.
- Trifolium vaillantii Poir. in Lam.[17]

## Nombre común
- Castellano:  trébol.[17]